# L'Internat (film, 2018)
Pour plus de détails, voir Fiche technique et Distribution.
L'Internat (Boarding School) est un film d'horreur américain écrit et réalisé par Boaz Yakin, sorti en 2018.
Le film suit Jacob, douze ans, qui souffre de terreurs nocturnes et de troubles du comportement. À la suite du décès de sa grand-mère qu'il n'a jamais connue, il devient fasciné par sa présence et son passé tragique. Après l'avoir aperçu en train de danser dans une robe de la défunte, sa mère et son beau-père l'envoient donc dans un mystérieux internat perdu au milieu de la forêt, dirigé par le Dr Sherman. Le jeune homme y rencontre ses camarades marqués par des symptômes ou des pathologies diverses : l'autiste Elwood, le brûlé vif Phil, la sociopathe  Christine, les jumeaux Lenny et Calvin ou encore Fréderic, souffrant de la maladie de Gilles de La Tourette. Leur éducation est basée sur l'étude de la Bible mais rapidement, Jacob découvre que l'internat cache de lourds secrets lorsque Fréderic est retrouvé mort dans la salle d'eau. 

## Synopsis
Jacob Rathbone est un garçon de douze ans qui souffre de terreurs nocturnes, de troubles du comportement, et qui vit avec son beau-père, Davis, et sa mère, Isabel, qui est excédée par les fréquentes terreurs nocturnes de son fils. Après avoir été aperçu en train de danser vêtu de la robe de sa grand-mère décédée, Jacob est envoyé de force par ses parents dans un pensionnat au beau milieu de la forêt, éloigné de toute civilisation, dirigé par l'excentrique Dr Sherman et sa femme. Il y rencontre ses camarades de classe, des personnes marquées par des symptômes ou des pathologies diverses : Phil est défiguré par des brûlures au visage, Frédéric est atteint du syndrome de Gilles de La Tourrette, Elwood est autiste, et Christine Holcomb est une sociopathe persuasive et manipulatrice. Leur éducation, menée par le Dr Sherman, est basée sur l'étude de la Bible, et de châtiments corporels si ses élèves transgressent les règles.
Peu de temps après, Frédéric est retrouvé mort, pendu et à moitié nu dans la salle d'eau. Christine profite de cette occasion pour s'évader de l'école avec Jacob, uniquement pour être rattrapée et ramenée plus tard par Jacob, selon un plan élaboré par Christine. Le lendemain, le Dr Sherman révèle à Jacob qu'elle a été envoyée à l'internat de force après avoir assassiné son frère aîné, Timothy, et après avoir conduit sa mère au suicide après la tragédie. Christine attire Jacob dans sa chambre, où elle avoue avoir persuadé Frédéric d'essayer l'asphyxie auto-érotique. Elle l'a donc incité à se pendre pour détourner l'attention du personnel enseignant et de ses camarades afin qu'elle puisse s'échapper de l'internat. Elle fait chanter Jacob pour qu'il danse avec elle, habillé en fille, en lui disant que cela la stimulerait sexuellement. Danse au cours de laquelle Christine tente de le poignarder avec une paire de ciseaux, mais Jacob ne tarde pas à s'en apercevoir et l'en empêche. Après lui avoir expliqué qu'elle souffre de pulsions masochistes, elle avoue à Jacob son amour pour lui et l'incite à la frapper pour la stimuler sexuellement davantage.
Jacob retrouve plus tard dans la soirée Elwood, mort, dans son lit. Une dispute entre le Dr Sherman et sa femme  - dont la véritable identité est Lynn Adams - révèle que c'est elle qui a assassiné Elwood et que les autres enfants vont tous mourir cette nuit-là. Il trouve les corps du vrai Dr Sherman, de sa femme, et de Fréderic cachés dans le congélateur du sous-sol de l'internat. Une conversation entre Mme Ramsay et le Dr Sherman suggère un arrangement préalable selon lequel, étant incapable de faire face à la situation d'Elwood, Mme Ramsay l'avait envoyé à l'internat et le fait qu'il soit prétendument mort par accident - un destin qui attend tous les autres enfants -. Mme Adams, comprenant que Mme Ramsay risque d'appeler la police et de compromettre leurs plans par la suite, poignarde celle-ci à mort. Fou de rage d'avoir un cadavre imprévu à sa liste, le Dr Sherman lui dit que ce geste était inutile car il a secrètement mis dans le verre de celle-ci une forte dose d'amine tricyclique, un antidépresseur qui, après avoir ingéré une trop forte dose, peut entraîner la mort dans les trois à quatre heures suivant l'ingestion du médicament. Il égorge Mme Adams et tue dans le même temps le jardinier de l'internat.
Le Dr Sherman révèle à Jacob qu'il tue par contrat depuis l'âge de treize ans et qu'il a l'intention de tuer tous les autres enfants dans un incendie. Jacob découvre également que c’est son beau-père, Davis, qui l'a envoyé là-bas pour se débarrasser de lui et vivre sa vie avec Isabel. Jacob tue le Dr Sherman et brûle son corps.
Il fait évacuer tout le monde de l'internat à l'exception de Christine, qu'il compte laisser pour morte afin de venger la mort de Frédéric. Après avoir déclaré son amour pour Christine, Jacob ôte sa robe et montre pour la première fois sa vraie nature à ses amis, tandis que Christine supplie Jacob de lui laisser une autre chance et le supplie de l'emmener avec les autres. Sauvés, les enfants retrouvent leurs parents, et Jacob fait signe au père de Phil de venir vers lui. Il lui dit qu'il sait tout à propos de Phil, qu'il est au courant des moindres faits et gestes de son père et lui promet de le lui faire regretter si jamais un malheur arrive à Phil.
Tout au long du film, le spectateur est témoin de flash-backs où, obligée de se cacher durant la Seconde Guerre mondiale, la grand-mère de Jacob, Feiga, aiguisait ses dents avec une lime à ongles, tandis que l'une de ses compatriotes, Tsipi, était fréquemment violée et torturée par un soldat nazi en échange de sa vie. De retour chez lui après avoir finalement surmonté ses peurs, Jacob attend que les hurlements terrifiés d'Isabel se fassent entendre depuis la table à dîner. Davis meurt d'ingestion de vin empoisonné. Jacob souille ses lèvres rouges de sang, reflétant Feiga égorgeant le nazi avec ses dents, suggérant que, tout comme sa grand-mère Feiga, les difficultés qu'il a rencontrées lui ont valu d'être non seulement un combattant, mais aussi un monstre.

## Fiche technique
- Titre original : Boarding School
- Titre français : L'Internat
- Réalisation et scénario : Boaz Yakin
- Montage : Martin Brinkler
- Musique : Lesley Barber
- Photographie : Mike Simpson
- Production : Jonathan Gray, Scott Floyd Lochmus, Jason Orans, Celine Rattray et Trudie Styler
- Sociétés de production : Gigantic Pictures et Storyland Pictures
- Sociétés de distribution : Momentum Pictures et Maven Pictures
- Pays d'origine :  États-Unis
- Langue originale : anglais
- Format : couleur
- Genre : horreur
- Durée : 111 minutes
- Dates de sortie : 
  - États-Unis : 31 août 2018
  - France : 18 février 2019 (en DVD et Blu-ray)
- Classification : 
  - États-Unis : Rated R
  - France : Interdit aux moins de 12 ans

## Distribution
- Luke Prael (VFB : Arthur Dubois) : Jacob Rathbone
- Sterling Jerins (en) (VFB : Clara Mullenaerts) : Christine Holcomb
- Will Patton (VFB : Patrick Donnay) : Dr Sherman
- Samantha Mathis (VFB : Fanny Roy) : Isabel Rathbone
- David Aaron Baker (VFB : Franck Dacquin) : Davis
- Tammy Blanchard (VFB : Delphine Moriau) : Mme Sherman / Mme Adams
- Michael Wikes : Rabbi
- Barbara Kingsley : Tsipi Landau
- Robert John Burke : Mr Holcomb
- Owen Zamsky : Rupert Holcomb, le frère de Christine
- Charlotte Ubben : Mme Holcomb
- Matthew Miniero : Zachary
- Chris LaPanta : Claude
- Nadia Alexander (VFB : Sophie Pyronnet) : Phil
- Stephen Bogardus : Le père de Phil
- Christopher Dylan White (VFB : Olivier Prémel) : Fréderic
- Nicholas J. Oliveri : Elwood
- Kobi George : Lenny
- Kadin George : Calvin
- Tim Haber : Un soldat
- Allison Winn : Tsipi, jeune
- Lucy Walters (VFB : Delphine Chauvier) : Mme Ramsay
- Sonya Balsara : Feiga, jeune

Version française
- Société de doublage : Dubbing Brothers Belgique
- Direction Artistique : Bruno Mullenaerts
- Adaptation : Sébastien Michel
- Mixage : Olivier Chane

Source et légende : Version française (VF) sur carton du doublage français